# Ажи, Пётр Петрович
Пьер Луи́ Ажи́, Пётр Петро́вич Ажи́, Ажи́с (фр. Pierre Louis Agie, Agis; 1752—1828) — французский и русский скульптор, литейщик, чеканщик. Один из авторов скульптурного оформления Петергофа. Преподаватель Императорской Академии художеств (1796—1812).

## Биография
Родился в 1752 году во Франции. В 1781 году при Екатерине II переехал в Россию, будучи уже состоявшимся скульптором. В 1796 году его определили наставником в классе орнаментальной скульптуры при Академии художеств. Там он обучал студентов своему искусству, особенно литью и чеканке бронзовых фигур. Благодаря работам, изготовленным для Михайловского замка, 18 августа 1800 года признан академиком орнаментальной скульптуры. По закрытии орнаментального скульптурного класса он продолжал жить в академии. Имел мастерскую, помимо Михайловского замка занимался скульптурным оформлением дворцов — Аничкова и Михайловского, а также для Казанского и Исаакиевского соборов. Россию оставлял он всего на четыре года во время отпуска за границу (с 8 октября 1804 по 19 декабря 1808 года), считаясь все время на службе. Ажи имел нескольких учеников.
Масон, член петербургской масонской ложи «Палестина», в которую входили многие французы, жившие в российской столице.
В 1816—1818 годах работал в собственной мастерской для памятника в Андреевском соборе села Грузино. Сотрудничал с А. Н. Воронихиным. Умер в 1828 году от паралича, не оставив наследников.